# 陳大力 (越南)

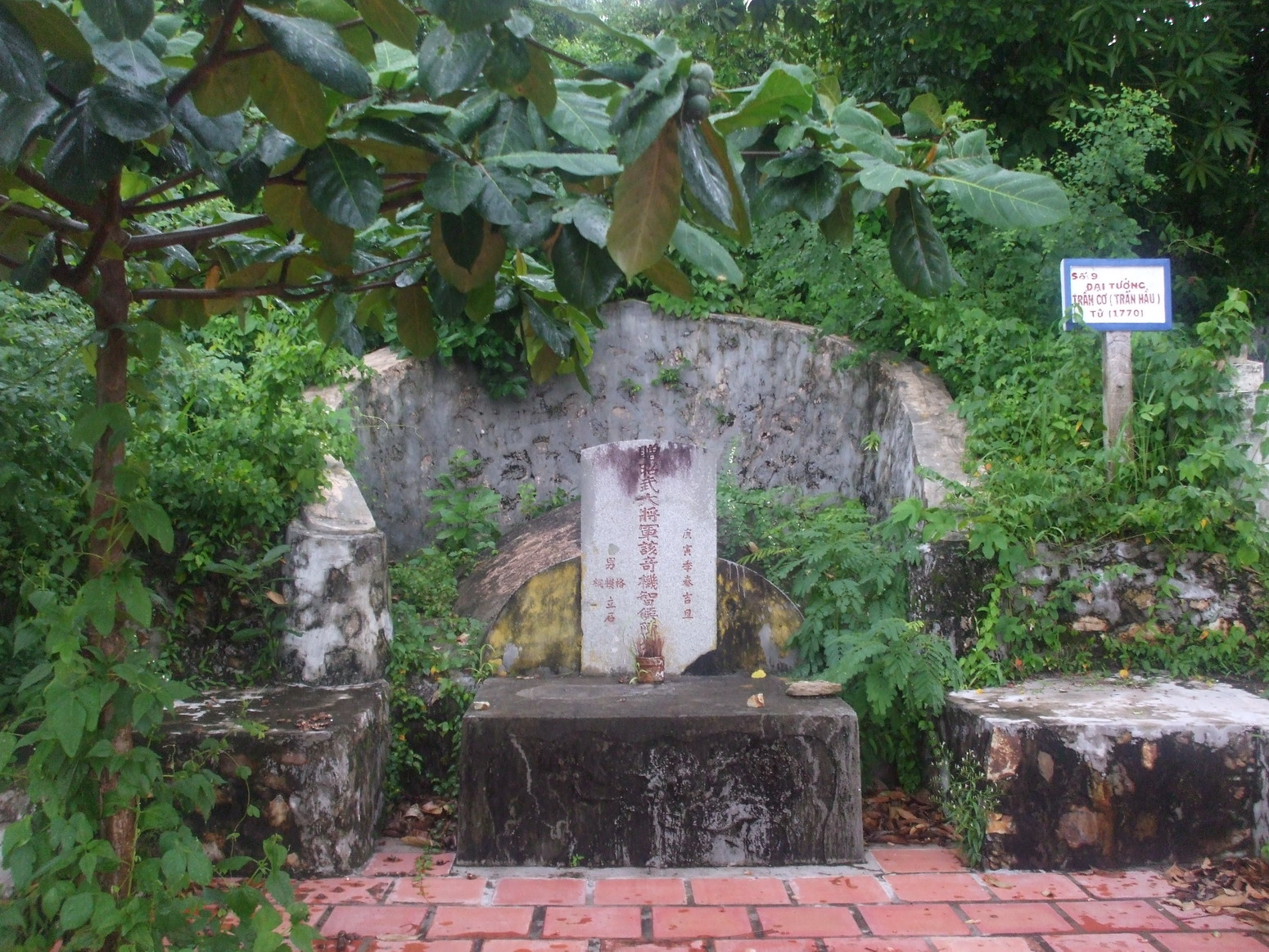
陳大力墓

陳大力（越南语：／，？—1770年），越南阮主時期將領。明鄉人。
陳大力出生年月及出生地俱不詳。1732年，其父陳大定被阮主拘留在廣南之後，陳大力隨母親投奔河僊鎮，被授予該隊的官職。
1767年，暹羅受到緬甸入侵，阿瑜陀耶王朝滅亡。暹羅王子昭最（越史稱昭翠）逃亡到河僊鎮避難，受到河僊鎮統治者鄚天賜的庇護。鄚天賜派陳大力率水師前往暹羅灣窺探虛實。其後，鄭昭起兵驅逐緬甸人，自立為暹羅國王。1769年，鄚天賜派陳大力領五萬兵攻打暹羅，希望將昭最扶上暹羅王位。河僊軍至莊他武里府，鄭昭派兵三千人前來阻擊，被陳大力擊潰。但河僊軍隨即因為水土不服而大量死亡。陳大力亦病重，請求鄚天賜允許撤軍，得到鄚天賜的批准。翌年卒。贈昭武大將軍、該奇、機智侯。